# Kbaade

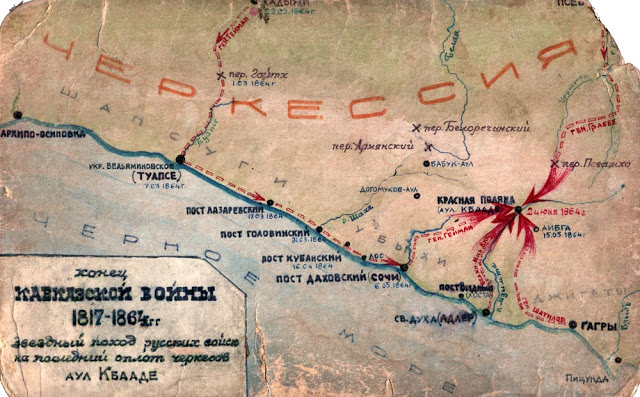
Mapa de las últimas operaciones rusas en la guerra ruso-circasiana y situación de los pueblos.

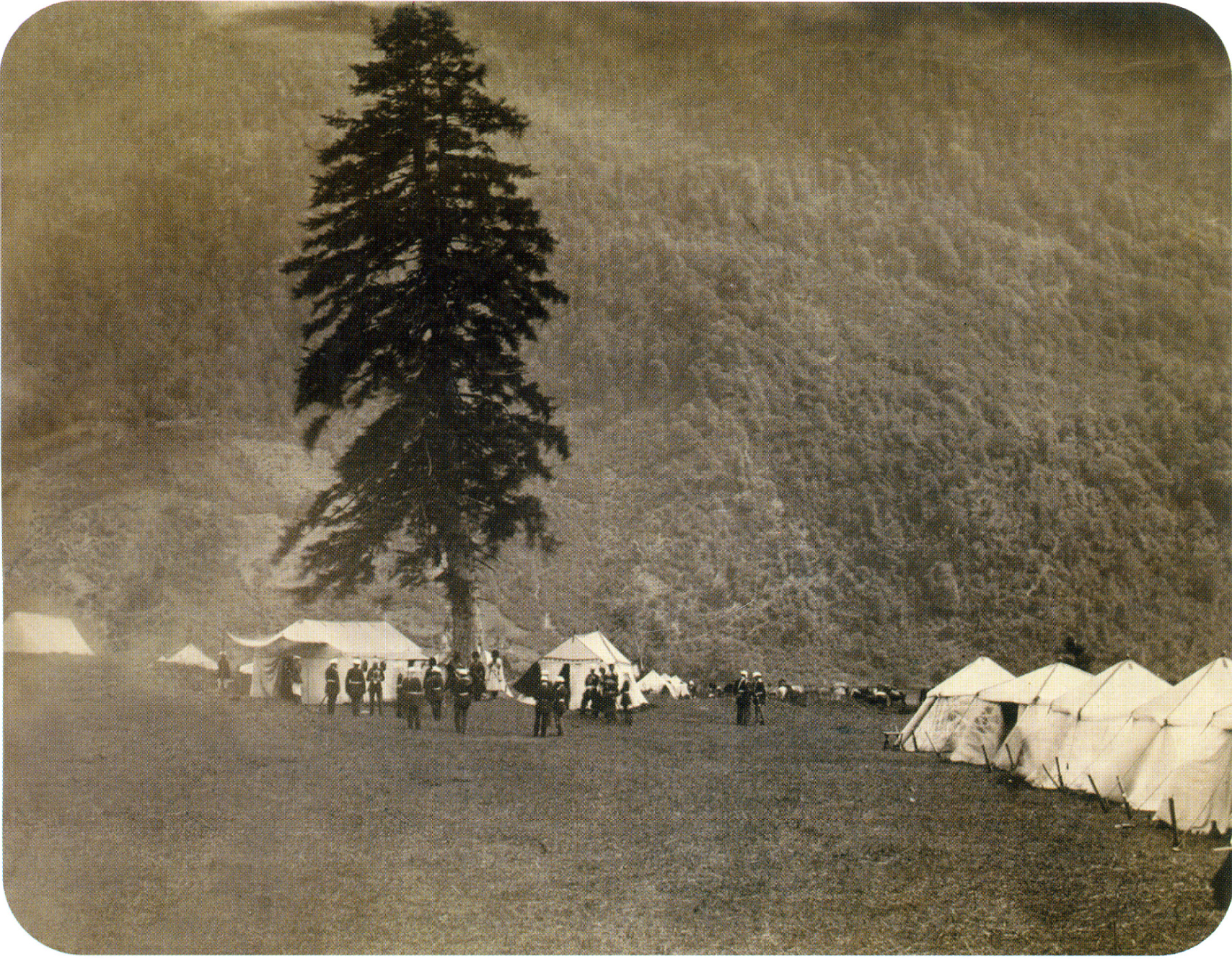
Campamento ruso en Kbaada el 21 de mayo de 1864.

Kbaada (Кбаада) (o Kbaade (del ruso: Кбаадэ), Kbaadie, Gubaedey, Kuebyde, Кбааде, Губаэдэы, Къуэбыдэ) fue un antiguo asentamiento circasiano situado en el actual emplazamiento de Krásnaia Poliana, en el distrito de Ádler de la unidad municipal de Sochi del krai de Krasnodar de Rusia.

## Historia
La localidad estaba habitada por la tribu ajchipsou de los sadz abjasios, que producían miel que exportaban al Imperio otomano, según los apuntes del espía ruso Fiódor Tornau, que visitó la zona en 1835. 
Kbaada fue el último bastión de la resistencia montañesa en la guerra ruso-circasiana. Cuatro cuerpos expedicionarios del ejército imperial ruso, comandados por Pável Grabbe, Pável Shatílov, Vasili Heiman y Dmitri Sviatopolk-Mirski, confluyeron allí, conduciendo a la capitulación de Circasia el 21 de mayo de 1864 (calendario juliano), tras 101 años de conflicto bélico. Hoy en día, la fecha es conmemorada por los circasianos de todo el mundo, tanto residentes en territorio ruso como en la diáspora, como el Día Nacional de Luto. 
Los rusos celebraron una misa solemne y una parada militar ante el gran duque Miguel Nikoláievich. Por su parte, la población autóctona tuvo que afrontar la huida al Imperio otomano o el genocidio a manos del ejército zarista. A petición del gran duque, el asentamiento ruso que se formó se denominó Románovsk, en honor a la dinastía reinante.